# Lelemi (Sprache)
Lelemi (auch: Lefana/Lafana) ist die Sprache der Ethnie der Lelemi (Buem/Balemi) in Ghana und Togo, mit etwa 55.000 Sprechern im Südosten Ghanas in der Stadt Jasikan sowie rund 6.800 Sprechern in Togo. Sie gehört innerhalb des Niger-Kongo-Sprachphylums zur Gruppe der Kwa-Sprachen.
Die Grundwortfolge der Sprache ist Subjekt-Verb-Objekt (SVO).